# カンガルー型亜目
カンガルー型亜目（カンガルーがたあもく、学名: Macropodiformes）は、双前歯目に属する分類群の一つ。カンガルー形類ともいう。現生群はカンガルー上科Macropodoideaのみで構成される。
この分類群はカンガルー科、ニオイネズミカンガルー科、ネズミカンガルー科、計三つの科を含んでおり、繁栄している。また、このカンガルー形類は草食にとても特殊化しており、大型草食獣として、形態学的にも生態学的にも完成しきっているといえる。

## 分布
オーストラリア大陸、ニューギニア島、および周辺の島

## 形態
この分類群は現生のもので一番大きい種はアカカンガルーで、成獣の雄で100キログラムに相当する現生の有袋類の中で最も大きい種である。最小の種はニオイネズミカンガルーで、体重0.5キログラム。後肢は長く、跳躍に適応している。指趾は前肢5本・後肢4本を基本とし、ニオイネズミカンガルーを除いて後肢の第1趾を欠く。後肢のうち第4・第5趾は大型化し、第4趾が最も大きくなる。尾は大型で、移動時のバランスをとるためなどに使われる。
歯列は門歯3/3・犬歯0-1/0・前臼歯2/2・後臼歯4/4が一般的とされている。

## 生態
雑食から草食。

## 分類

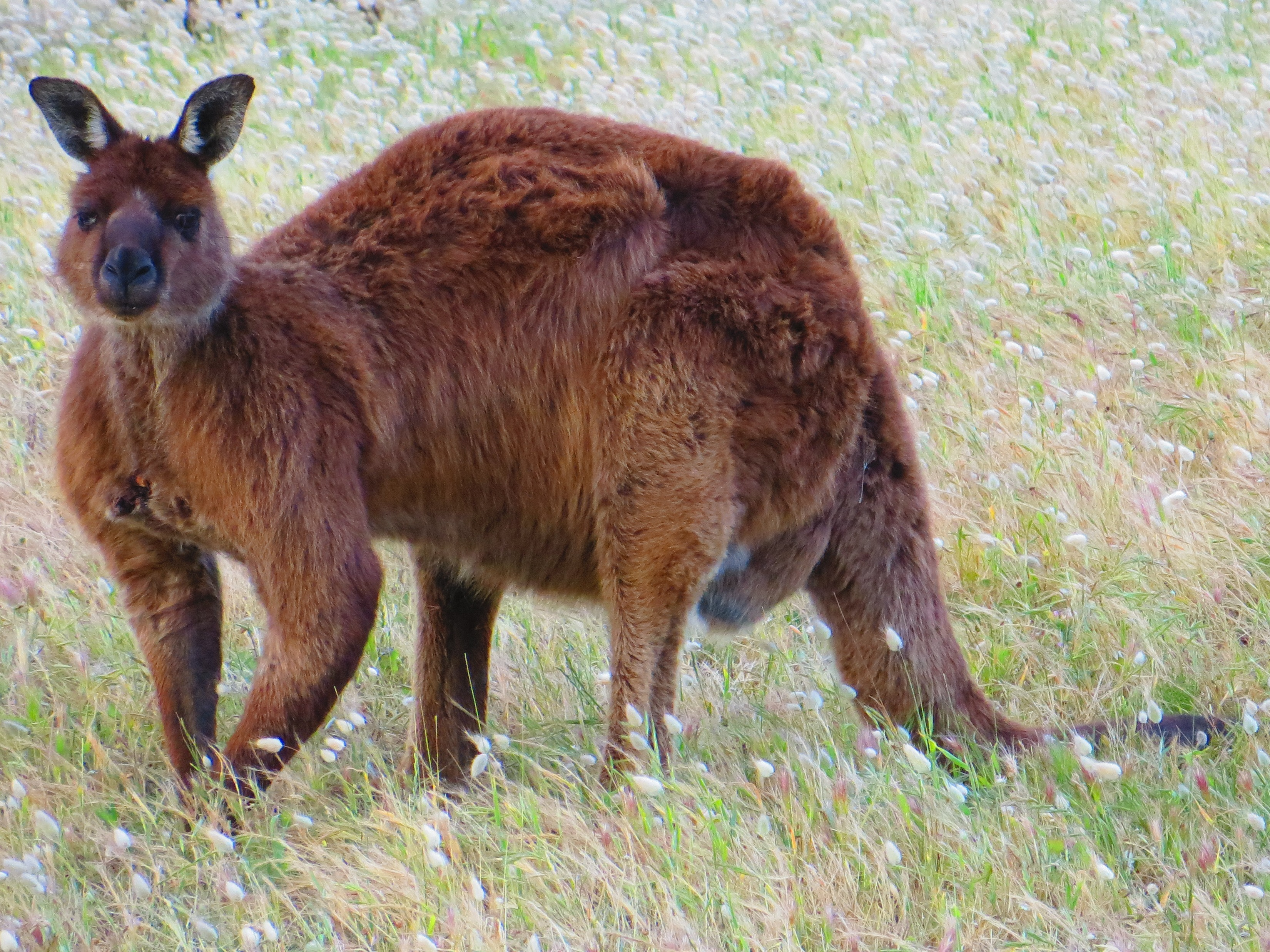
クロカンガルー

1997年以降、亜目として分類されるようになった。漸新世後期に出現し、中新世から鮮新世にかけて多様化した。ネズミカンガルー科とニオイネズミカンガルー科は祖先的な形質を備えており、以前は同じ科にまとめられたこともある。現生群ではニオイネズミカンガルー科が共通祖先から最も初期に分岐したと考えられている。狭義のネズミカンガルー科はカンガルー科の姉妹群とされ、カンガルー科に含められることもある。
化石群からなる系統としては、中新世から鮮新世にかけて出現したBalbaroo・Nambarooなどが所属するバルバルー類Balbarinaeが知られている。頭蓋の形態から、バルバルー類の多くは現生群のような後肢による跳躍ができなかったと考えられている。
以下の現生群の分類は、Groves（2005）に従う。和名は、川田ら（2018）に従う。
- ニオイネズミカンガルー科 Hypsiprymnodontidae
  - ニオイネズミカンガルー属 Hypsiprymnodon
- カンガルー科 Macropodidae
  - シマウサギワラビー亜科 Sthenurinae
    - シマウサギワラビー属 Lagostrophus

  - カンガルー亜科 Macropodinae
    - キノボリカンガルー属 Dendrolagus
    - ドルコプシス属 Dorcopsis
    - ヒメドルコプシス属 Dorcopsulus
    - ウサギワラビー属 Lagorchestes
    - カンガルー属 Macropus
    - ツメオワラビー属 Onychogalea
    - イワワラビー属 Petrogale
    - クカッカワラビー属 Setonix
    - ヤブワラビー属 Thylogale
    - オグロワラビー属 Wallabia
- ネズミカンガルー科 Potoroidae
  - アカネズミカンガルー属 Aepyprymnus
  - フサオネズミカンガルー属 Bettongia
  - サバクネズミカンガルー属 Caloprymnus
  - ネズミカンガルー属 Potorous

## 名称
MacropodiformesはMacropo（カンガルー）＋formes（形類、または型類）を合わせてカンガルー型亜目、カンガルー形亜目と呼ばれている。